# Cot Hagu
Cot Hagu är ett berg i Indonesien.   Det ligger i provinsen Aceh, i den västra delen av landet, 1 700 km nordväst om huvudstaden Jakarta. Toppen på Cot Hagu är 350 meter över havet, eller 186 meter över den omgivande terrängen. Bredden vid basen är 4,6 km.
Terrängen runt Cot Hagu är huvudsakligen kuperad, men åt nordost är den platt.Runt Cot Hagu är det ganska tätbefolkat, med 192 invånare per kvadratkilometer. Närmaste större samhälle är Bireun, 14,4 km norr om Cot Hagu. I omgivningarna runt Cot Hagu växer i huvudsak städsegrön lövskog.